# Kevin Bacon
Kevin Norwood Bacon (født 8. juli 1958) er en Golden Globe- og Screen Actors Guild Award-nomineret amerikansk film- og teater-skuespiller, som er blevet kendt for sine roller i Footloose, Animal House, Stir of Echoes, Wild Things, JFK, Apollo 13, Mystic River og The Woodsman. 

## Biografi

### Opvækst
Bacon, den yngste af seks børn, blev født i Philadelphia, Pennsylvania og voksede op i en meget tæt-knyttet familie. Hans mor, Ruth Hilda (1916-1991), var en tidligere Park Avenue debutant, lærer og liberalistisk aktivist, mens hans far, Edmund Bacon, var en velrespekteret byplanlægningstegner. Om deres forældres måde at opdrage børnene på, fortæller Bacons storesøster Karin til Premiere: Vi fik alle at vide, at vi skulle være selvstændige, så vi aldrig behøvede at føle os krævende." Allerede som 13-årig vidste Bacon, at han ville være skuespiller og 4 år senere forlod han sit hjemsted og familie, for at få en teater-karriere i New York. Her blev han en af de yngste nogensinde til at optaget på Circle in the Square Theatre. "Jeg ville livet, mand, den rigtige ting", udtalte han senere til Nancy Mills fra Cosmopolitan. "Den besked jeg fik var at 'det er kunsten, der gælder. Forretning er djævlens værk. Kunst og kreativ udfoldelse er lige ved siden af det gode'. Forbind dette med et selv-selvcentreret ego og du ender med en skuespiller.". 
Bacons beslutning om at blive skuespiller kom ikke uden pres og krav. Om sin far sagde han til Mills, at han var en "by-planlægnings-superstar", som stillede enorme krav til sig selv, fordi han "følte at intet mindre end berømmelse ville være nok.". 

## Filmografi
| År         | Titel                                      | Rolle                          | Noter |
| ---------- | ------------------------------------------ | ------------------------------ | --- |
| 1978       | Animal House                               | Chip Diller                    | |
| 1979       | Starting over                              | Mand (ungt par)                | |
| 1979       | The Gift                                   | Teddy                          | Tv-film |
| 1979       | Search for Tomorrow                        | Todd Adamson                   | Tv-serie. Antal episoder ukendt |
| 1980       | Hero at Large                              | 2. teenager                    | |
| 1980       | Fredag den 13. (eng: Friday the 13th)      | Jack Burrell                   | |
| 1980- 1981 | The Guiding Light                          | T. J. 'Tim' Werner #2          | Tv-serie. Antal episoder ukendt. |
| 1981       | Only When I Laugh                          | Don                            | |
| 1982       | Diner                                      | Timothy Fenwick, Jr.           | |
| 1982       | Forty Deuce                                | Ricky                          | |
| 1983       | The Demon Murder Case                      | Kenny Miller                   | Tv-film |
| 1983       | Enormous Changes at the Last Minute        | Dennis                         | |
| 1984       | Footloose                                  | Ren McCormack                  | |
| 1984       | Mister Roberts                             | Ensign Frank Pulver            | Tv-film |
| 1985       | The Little Sister                          | Officer på prøve               | Ukrediteret |
| 1986       | Quicksilver                                | Jack Casey                     | |
| 1987       | White Water Summer                         | Vic                            | |
| 1987       | End of the Line                            | Everett                        | |
| 1987       | Planes, Trains & Automobiles               | Taxi chauffør                  | |
| 1988       | Lemon Sky                                  | Alan                           | Tv-film |
| 1988       | She's Having a Baby                        | Jefferson 'Jake' Edward Briggs | |
| 1988       | Criminal Law                               | Martin Thiel                   | |
| 1989       | The Big Picture                            | Nick Chapman                   | |
| 1990       | Tremors                                    | Valentine McKee                | |
| 1990       | Flatliners                                 | David Labraccio                | |
| 1991       | Pyrates                                    | Ari                            | |
| 1991       | Queens Logic                               | Dennis                         | |
| 1991       | He Said, She Said                          | Dan Hanson                     | |
| 1991       | JFK                                        | Willie O'Keefe                 | |
| 1992       | A Few Good Men                             | Kaptajn Jack Ross              | |
| 1994       | New York Skyride                           | Fortæller/Vært                 | |
| 1994       | The Air Up There                           | Jimmy Dolan                    | |
| 1994       | The River Wild                             | Wade                           | 1995: Golden Globe-nominering for "Best Performance by an Actor in a Supporting Role in a Motion Picture". |
| 1994       | Frasier                                    | Vic (stemme)                   | Tv-serie. En episode |
| 1995       | Murder in the First                        | Henri Young                    | 1996: Vandt: "Best Actor" hos 'Broadcast Film Critics Association Awards' 1996: SAG Award-nominering for "Outstanding Performance by a Male Actor in a Supporting Role" |
| 1995       | Apollo 13                                  | Jack Swigert                   | |
| 1995       | Balto                                      | Balto                          | Stemme |
| 1996       | Sleepers                                   | Sean Nokes                     | |
| 1997       | Picture Perfect                            | Sam Mayfair                    | |
| 1997       | Destination Anywhere                       | Mike                           | |
| 1997       | Telling Lies in America                    | Billy Magic                    | |
| 1998       | Digging to China                           | Ricky Schroth                  | 1997: Vandt: "Best Actor" hos 'Giffoni Film Festival' |
| 1998       | Wild Things                                | Detektiv Ray Duquette          | |
| 1999       | Stir of Echoes                             | Tom Witzky                     | |
| 2000       | My Dog Skip                                | Jack Morris                    | |
| 2000       | Hollow Man                                 | Sebastian Caine                | 2001: Vandt: "Favorite Actor – Science Fiction" hos 'Blockbuster Entertainment Awards' 2001: MTV Movie Awards-nominering for "Best Villain" |
| 2001       | Novocaine                                  | Skuespiller Lance Phelps       | Ukrediteret |
| 2002       | Trapped                                    | Joe Hickey                     | |
| 2003       | Where Are They Now?: A Delta Alumni Update | Rev. Chip Diller               | stemme |
| 2003       | Mystic River                               | Sean Devine                    | 2003: Vandt: "Best Ensemble Cast" hos 'Boston Society of Film Critics Awards'. Delte den med Laurence Fishburne, Marcia Gay Harden, Laura Linney, Sean Penn og Tim Robbins 2004: SAG Award-nominering for "Outstanding Performance by a Cast in a Motion Picture" (Delte med -\| \|-) |
| 2003       | In the Cut                                 | John Graham                    | Ukrediteret |
| 2004       | The Woodsman                               | Walter                         | 2005: Chlotrudis Awards-nominering for "Best Actor" 2005: Independent Spirit Awards-nominering for "Best Male Lead" 2005: Satellite Awards-nominering for "Best Actor in a Motion Picture, Drama"                                                                                     |
| 2004       | Cavedweller                                | Randall Pritchard              | Tv-film |
| 2005       | Loverboy                                   | Marty                          | |
| 2005       | Beauty Shop                                | Jorge                          | 2005: Teen Choice Awards-nominering for "Choice Movie Sleazebag" |
| 2005       | Where the Truth Lies                       | Lanny                          | |
| 2007       | The Air I Breathe                          | Love                           | |
| 2007       | Death Sentence                             | Nick Hume                      | |
| 2007       | Rails & Ties                               | Tom Stark                      | |
| 2007       | Saving Angelo                              | Brent                          | |
| 2008       | Frost/Nixon                                | Jack Brennan                   | optagelserne færdige |
| 2008       | New York, I Love You                       | Tom                            | post-production |
| 2008       | Taking Chance                              | Lt. Kor. Michael Strobl        | post-production |